# 아이언 버터플라이
아이언 버터플라이(Iron Butterfly)는 1968년 히트곡인 〈In-A-Gadda-Da-Vida〉로 가장 잘 알려진 미국의 록 밴드로서 하드 록과 헤비 메탈 음악의 발전을 이끈 극적인 소리를 제공한다. 캘리포니아주 샌디에고에서 형성된 이들의 전성기는 1960년대 후반이었지만, 1975년 이후 새로운 녹음 없이 다양한 수준의 성공을 거둔 다양한 멤버들과 재탄생했다. 1968년 이 밴드의 음반 《In-A-Gadda-Da-Vida》는 3천만 장 이상의 음반을 판매하면서 세계에서 가장 많이 팔린 40장의 음반 중 하나이다. 아이언 버터플라이는 미국 음반 산업 협회 플래티넘 음반상을 받은 최초의 그룹으로도 유명하다.

## 음반 목록

### 정규 음반
- 《Heavy》 (1968년)
- 《In-A-Gadda-Da-Vida》 (1968년)
- 《Ball》 (1969년)
- 《Metamorphosis》 (1970년)
- 《Scorching Beauty》 (1975년)
- 《Sun and Steel》 (1975년)

### 라이브 음반
- 《Live》 (1970년)
- 《Fillmore East 1968》 (2011년)
- 《Live at the Galaxy 1967》 (2014년)
- 《Live in Copenhagen 1971》 (2014년)
- 《Live in Sweden 1971》 (2014년)

### 컴필레이션 음반
- 《Evolution: The Best of Iron Butterfly》 (1971년)
- 《Star Collection》 (1973년)
- 《Rare Flight》 (1988년)
- 《Light & Heavy: The Best of Iron Butterfly》 (1993년)